# Омега-функция
Омега-функциите {\displaystyle \Omega (n)} и {\displaystyle \omega (n)} са аритметични фунции използвани често в аналитичната теория на числата представляващи броя на простите делители и броя на различните прости делители на {\displaystyle n}:
{\displaystyle \Omega (n)=\sum _{i=1}^{N}\alpha _{i}}
и
{\displaystyle \omega (n)=\sum _{i=1}^{N}1},
където
{\displaystyle n=\prod _{i=1}^{N}p_{i}^{\alpha _{i}}}
e еднозначното разлагане на {\displaystyle n} в произведение от прости делители.